# Бородкина, Берта Наумовна
Белла Нау́мовна Боро́дкина (урождённая Берта Наумовна Коро́ль; 6 июня 1927, Белая Церковь, Киевская область, УССР, СССР — не ранее 1 июля 1985, Новочеркасск, Ростовская область, РСФСР, СССР) — советский деятель торговли, директор Геленджикского треста ресторанов и столовых. Заслуженный работник торговли и общественного питания РСФСР (1977). Имела прозвище «Железная Белла».
Была приговорена к смертной казни «за систематические хищения социалистической собственности» и расстреляна, но документа об исполнении смертной казни в уголовном деле нет, так же как и даты на могиле. Стала одной из трёх женщин, казнёных в СССР после 1960 года (наравне с Антониной Макаровой (1979), казнённой за участие в массовых расстрелах мирных жителей и партизан в период Великой Отечественной войны, и отравительницей Тамарой Иванютиной (1987)).

## Биография
Родилась 6 июня (на могильной плите указана дата 6 июля) 1927 года в г. Белая Церковь, УССР. Мать умерла, когда Берте было 4 года. Отец пропал без вести в период Великой Отечественной войны.

Из материалов дела:
До июня 1941 года Бородкина училась в общеобразовательной школе Одессы, где закончила 7 классов. После оккупации немцами города она проживала там же, сведений, чем занималась в указанное время, следствием и судом не добыто.
После войны заочно окончила техникум советской торговли, потом — Московский заочный институт советской торговли.
Работу в сфере торговли Бородкина начала с должностей буфетчицы и официантки, впоследствии была назначена на должность директора столовой.
В 1974 году возглавила Геленджикский трест ресторанов и столовых; согласно решению следственных органов, с момента назначения на этот пост и вплоть до ареста в 1982 году она занималась спекуляцией в особо крупных размерах.
Исключена из членов КПСС в связи с открытым уголовным делом.

Из материалов дела:
В 1945 году Бородкина (девичья фамилия Король) вступила в зарегистрированный брак с Айзенбергом Константином, в 1951 году брак расторгнут. От этого брака имеет дочь Александру 1948 года рождения, проживающую с мужем и двумя детьми (на момент приговора) в городе Железнодорожный Московской области. В 1961 году вступила в брак с Бородкиным Николаем, который 14 августа 1978 года скончался.
Также в документах следствия указывалось следующее:
- С февраля 1946 по май 1946 года работала официанткой в столовой № 2 Краснодарского треста, уволена по состоянию здоровья и временно находилась на иждивении мужа.
- С февраля 1947 по октябрь 1950 года работала в ресторане «Гигант» в городе Краснодаре, уволена по собственному желанию, по июнь 1951 года находилась на иждивении мужа.
- Июль 1951 года — принята на работу официанткой ресторана «Маяк».
- Август 1964 года — назначена и. о. директора ресторана «Геленджик».
- Ноябрь 1966 года — директор столовой «Дружба», ресторана «Яхта».
- 22 мая 1974 года назначена управляющей Геленджикским трестом ресторанов и столовых Главкурорта министерства торговли РСФСР, где работала по 1 июня 1982 года, по день её ареста.

…Неоднократно получала взятки от большой группы подчинённых по работе. Из полученных взяток Бородкина сама передавала взятки ответственным работникам за оказанное содействие в работе и иные услуги, создающие в тресте обстановку совершения преступлений. Так, за период последних двух лет было передано секретарю горкома партии Погодину ценностями, деньгами и продуктами на 15 тыс. рублей…
— Выдержка из уголовного дела
Бородкиной удавалось совмещать криминальную жизнь с общественной: с 1975 по 1982 годы она избиралась депутатом Геленджикского совета народных депутатов и была членом Геленджикского горкома КПСС.
Имела ведомственные награды и получила указом Президиума Верховного Совета РСФСР почетное звание «Заслуженный работник торговли и общественного питания».
1 июня 1982 года Бородкина была арестована. При обыске у неё было обнаружено множество ценных вещей, а также крупные суммы денег. Жильё преступницы, по словам старшего помощника прокурора Краснодарского края по взаимодействию со СМИ Антона Лопатина, напоминало музейные запасники — у неё хранились многочисленные драгоценные украшения, меха, изделия из хрусталя, комплекты дефицитного в то время постельного белья. Кроме того, по свидетельству ветерана органов прокуратуры Краснодарского края, заслуженного юриста РСФСР Владимира Нагорного, она хранила дома большие суммы денег, которые следователи находили в самых неожиданных местах — в батареях водяного отопления и под коврами в комнатах, закатанных банках в подвале, в складированных во дворе кирпичах. Общая сумма изъятого при обыске составила более 500 000 руб.. Считается, что в общей сложности за время своей деятельности Бородкина получила от соучастников товары и денежные средства на сумму более миллиона рублей. В рамках дела Берты Бородкиной двое заместителей Главкурортторга министерства торговли РСФСР покончили с собой на стадии следствия.
Приговор Берте Бородкиной был вынесен судом 20 апреля 1984 года. Она была приговорена к смертной казни через расстрел. 
В деле Бородкиной есть постановление Президиума Верховного Совета СССР от 1 июля 1985 года №2735-XI «Об отклонении ходатайства о помиловании Бородкиной Б. Н., осуждённой к смертной казни». Адвокатами Бородкиной в коллегию по уголовным делам Верховного суда РСФСР и в Верховный суд РСФСР подавались две кассационные жалобы.
Считается, что приговор был приведён в исполнение в Новочеркасской тюрьме, однако документа о его исполнении в деле нет, поэтому некоторые источники утверждают, что Железная Белла так и не была казнена, и, в конечном итоге, сумела, подобно своему покровителю Николаю Погодину, скрыться.

## Семья
Отец — Наум Король, пропал без вести в период Великой Отечественной войны.
Мать — умерла в 1931 году.
Первый муж (с 1945 по 1951) — Константин Айзенберг.
- Дочь — Александра Константиновна (род. 1948)[3].
  - Двое внуков[3].

Второй муж (с 1961 по 1978) — Николай Бородкин (ум. в 1978), капитан в отставке.